# Club Deportivo Armenio
O Club Deportivo Armenio, também conhecido como Deportivo Armenio, é um clube de futebol argentino, fundado em 2 de novembro de 1962.
Sua sede está localizada na cidade de Ingeniero Maschwitz, pertencente ao município de Escobar, na província de Buenos Aires. No entanto, o clube é originário da Cidade Autônoma de Buenos Aires.
Participa desde a temporada de 2019–20 da Primera División B, a terceira divisão regionalizada do futebol argentino para as equipes diretamente afiliadas à Associação do Futebol Argentino (AFA), entidade máxima do futebol na Argentina.
Seu estádio de futebol é o Armenia, localizado em Ingeniero Maschwitz e pertencente ao clube, que tem capacidade aproximada para 10 500 espectadores.

## História
O Clube Armênio de Futebol foi fundado em 02 de novembro de 1962 por um grupo de membros da comunidade armênia na Argentina. O objetivo do Deportivo Armenio era de ser uma entidade representante da comunidade armênia na Argentina, servindo para divulgar e unir os armênios quanto à sua história e origem, além de ser um local de centralização da comunidade armênia em eventos desportivos. Em 1968 alterou seu nome para Club Deportivo Armenio, e dois anos depois se afiliou à AFA.
Na temporada 1986/87 do campeonato argentino da segunda divisão, Deportivo Armenio superou o recorde nacional como a equipe com a maior invencibilidade, em um total de 38 jogos seguidos. O treinador do clube na época era Alberto Parsechian, e o capitão era Miguel Gardarian. Após a vitoriosa temporada, o clube avançou para a categoria da Primeira Divisão. Seu melhor resultado foi obtido na temporada 1987/88, quando obteve o 13º lugar; mas o Deportivo Armenio foi rebaixado à Segunda Divisão ao final da temporada.
Uma das duas vitórias mais memoráveis de sua história foi na partida contra o River Plate por 3-2, durante a temporada 1987/88 (durante o jogo, o Deportivo Armenio chegou a ficar em desvantagem, com o placar de 2-0). Neste dia, os 3 gols foram marcados por Raúl Edmundo Wensel.
Outra vitória foi na mesma temporada, contra o Boca Juniors, no Estádio de La Bombonera. O Armenio ganhou por 1-0, com gol de Silvano Maciel. Esta partida foi a última na carreira do jogador Hugo Gatti, porque cometeu o erro que fez o Boca perder aquela partida. É por isso que o seu treinador à época, José Omar Pastoriza, decidiu não utilizá-lo mais em seus jogos.
Tanto o escudo quanto a camisa do Deportivo Armenio mudaram ao longo do tempo. No início, as cores eram o preto e o branco, passando depois a ser verde e branco. Atualmente, utiliza vermelho, azul e laranja, representando a bandeira da Armênia, assim como as cores do escudo.

## Jogadores
Entre os jogadores mais importantes da história do clube, podemos citar os seguintes: Alberto Parsechian (arqueiro), Miguel Gardarian (zagueiro), Sarmiento (arqueiro), J. Maciel (atacante), Walter Oudoukian (atacante) e Ubeda Raul Wensel (atacante).